# José Alfonso Pizarro
José Alfonso Pizarro, marchese del Villar, chiamato a volte José Alonso Pizarro (Murcia, 1689 – Madrid, 1762), fu un ufficiale della marina spagnola ed amministratore coloniale. Dal 6 novembre 1749 al 24 novembre 1753 fu viceré del Vicereame della Nuova Granada.

## Biografia
Da giovane entrò nel servizio navale dei Cavalieri Ospitalieri. Fu cavaliere del Sovrano Militare Ordine di Malta, e gentiluomo di camera del re. In seguito servì la marina spagnola raggiungendo il grado di contrammiraglio.
Quando il governo spagnolo seppe della spedizione britannica dell'ammiraglio George Anson nel Pacifico, due navi e quattro fregate spagnole, con un reggimento di fanteria, partirono per il Cile. La flotta, guidata da Pizarro, partì nell'ottobre del 1740, ed arrivò il 5 gennaio 1741 a Río de la Plata. Sapendo che Anson stava facendo rifornimento a Santa Catarina per poi entrare nel Pacifico tramite lo stretto di Le Maire (a sud-est della Terra del Fuoco), Pizarro salpò per poterlo incrociare. Perse però una nave ed una fregata durante una burrasca, e fu obbligato a tornare indietro per le riparazioni. Durante il secondo tentativo, con due vascelli, fu di nuovo disalberato e dovette tornare a Montevideo. Da qui inviò la fregata Esperanza nel Pacifico, e doppiò le Ande in Perù, dove per qualche tempo fu comandante in capo della marina.
In seguito alla pace stipulata con l'Inghilterra, Pizarro lasciò la fregata nel Pacifico e tornò a Montevideo via terra, dove trovò la propria nave ammiraglia, la Asia, pronta a ripartire. La usò per tornare in Europa nel novembre del 1745. Parte della ciurma era composta da indigeni delle pampas, che una notte si ammutinarono agli spagnoli, uccidendo la guardia sul ponte. Avevano preso possesso del vascello quando Pizarro riuscì ad uccidere il capobanda, e nella confusione gli ammutinati furono spinti in mare.
Al suo arrivo a Cadice nel gennaio del 1746, Pizarro fu promosso vice-ammiraglio. Nel 1749 fu nominato viceré e capitano generale della Nuova Granada. Giunse a Cartagena de Indias a bordo della fregata Uaricochea nei primi giorni del novembre del 1749, dove prestò giuramento davanti al predecessore, Sebastián de Eslava.
Formò un monopolio dell'aguardiente, che provocò rivolte. Organizzò la zecca. Migliorò le comunicazioni con Bogotá. Iniziò la costruzione del ponte in pietre e malta di San Antonio, sulla confluenza tra il Río San Agustín ed il Río San Francisco a Bogotà. Quest'ultima opera fu completata dal suo successore, José Solís Folch de Cardona.
Pizarro rimase in carica fino al 1753, quando lasciò il comando al suo successore e tornò in Spagna.